# Système quinaire
| Décimal | Quinaire |
| ------- | -------- |
| 0       | 0        |
| 1       | 1        |
| 2       | 2        |
| ...     | ...      |
| 5       | 10       |
| 6       | 11       |
| 7       | 12       |
| 10      | 20       |
| 25      | 100      |
| 100     | 400      |
| 125     | 1 000    |

Un système quinaire est un système de numération de base cinq.
Une notation positionnelle quinaire utiliserait cinq chiffres correspondant à 0, 1, 2, 3, 4 pour représenter n'importe quel entier naturel. Cependant, rares sont les exemples de systèmes quinaires à l'état pur.
Il existe cependant de nombreuses traces, tant dans la numération orale que dans la numération écrite d'une référence à une base 5.

## Système quinaire «pur»
L'exemple le plus remarquable de système quinaire « pur » se trouve dans le système de numération orale gumatj, d'une tribu aborigène australienne. Dans ce système de numération, l'introduction d'un nouveau mot pour 5² est l'indice qu'il s'agit d'un système de numération pensé en base 5. La quinte y est nommée rulu, la dizaine  marrma rulu, 25 porte le nom de dambumirri rulu, 125 celui de dambumirri dambumirri rulu, 31, par exemple se disant dambumirri ga wanggany rulu ga wanggany. Une même observation est faite concernant la langue Saraveka (en), une langue arawak sud-américaine. En effet, on a trace d'une numération orale privilégiant la base 5 où 10 se dit inama no-kaxixi (2 mains) et 25 se dit arapiaice no-kaxixi (5 mains). Mais Jan Wohlgemuth et Michael Cysouw mettent en garde contre des affirmations se fondant sur des exemples trop rares pour servir de généralités : ils font ainsi remarquer que, dans la langue Gumatj, on ne retrouve qu'un seul locuteur pour énoncer les grands nombres de cette manière et que, dans la langue Saraveka, on ne dispose d'aucun recensement de nombres de 20 à 24 ni au-delà de 25.
Les commerçants de Bombay ont également employé dans leurs transactions commerciales un système quinaire permettant de compter jusqu'à 30 à l'aide de leurs deux mains, la main gauche servant à compter les unités et la main droite à compter les quinaires. La quantité 14, par exemple, y est représentée par 4 doigts de la main gauche et deux doigts de la main droite.

## Traces de systèmes quinaires
Le premier système de comptage et de calcul fut probablement la main. Il n'est donc pas surprenant que des groupements par 5, par 10 ou par 20 se retrouvent dans la grande majorité des systèmes de numération.
Malgré l'adoption quasi-universelle de la base décimale comme base de numération, il existe de nombreuses traces de numération quinaire dans l'énonciation des nombres de 6 à 9, vus comme une main et des unités, voire également pour des nombres plus grands avec même un système soustractif, ou un système additif à partir de 15. On retrouve de telles traces de numération orale quinaire un peu partout dans le monde, principalement en Afrique, en Amérique du Nord, Océanie, Australie avec quelques traces en Europe et Asie. Cette large répartition pourrait laisser supposer une origine quinaire aux systèmes de numérations primitifs, même si certains, comme Levi L. Conant, jugent cette théorie peu défendable.

17 en numération maya (3 traits + 2 points, soit 3×5 + 2×1).

Dans les systèmes de numération écrite décimale ou vicésimale, ou dans certains outils de calcul, on voit parfois apparaitre une sous-base quinaire. C'est le cas en Asie dans l'usage du boulier chinois ou japonais et dans les baguettes à calculer où le regroupement par 5, dans une système pensé décimal positionnel, est identifié par une boule dite « quinaire » ou par un baguette perpendiculaire aux baguettes unités. La numération romaine, par exemple, utilise une sous-base quinaire (V, L, D) superposée à une base décimale (X, C, M).
Le système de numération maya utilise une sous-base quinaire, superposée à une base vicésimale.